# Франс Нільсен
Франс Нільсен (дан. Frans Nielsen; 24 квітня 1984, Гернінг, Данія) — данський хокеїст, центральний нападник.
Вихованець хокейної школи «Гернінг Блю-Фокс». Виступав за «Гернінг Блю-Фокс», «Мальме», «Тімро», «Бриджпорт Саунд Тайгерс» (АХЛ), «Нью-Йорк Айлендерс», «Лукко», «Детройт Ред Вінгз» та «Айсберен Берлін».
В чемпіонатах НХЛ — 925 матчів (167+306). В чемпіонатах Швеції — 216 матчів (25+34), у плей-оф — 20 матчів (10+7).
У складі національної збірної Данії учасник чемпіонатів світу 2002 (дивізіон I), 2003, 2004, 2005, 2006, 2007, 2010 і 2012 (44 матчі, 8+12). У складі молодіжної збірної Данії учасник чемпіонатів світу 2001 (дивізіон II), 2002 (дивізіон II), 2003 (дивізіон I) і 2004 (дивізіон I). У складі юніорської збірної Данії учасник чемпіонатів світу 2000 (група B), 2001 (дивізіон I) і 2002 (дивізіон I).
Брат: Сімон Нільсен.

## Досягнення
- Чемпіон Данії (2001).